# 2 f.Kr.
2 f.Kr. var ett normalår som började en onsdag i den proleptiska julianska kalendern, men i verkligheten ett normalår som började antingen en torsdag eller fredag i den julianska kalendern (se skottårsfelet i den julianska kalendern för mer information).

## Händelser

### Efter plats

#### Romerska riket
- Augustus och Scribonias dotter Julia d.ä. skickas på grund av förräderi och otrohet i exil till Pandataria; hennes mor Scribonia följer med henne.
- Augustus forum i Rom invigs.

## Avlidna
- Iullus Antonius, romersk konsul, son till Marcus Antonius (avrättad för förräderi)